# Trigaches
Trigaches é uma povoação portuguesa do Município de Beja que foi sede da extinta Freguesia de Trigaches, freguesia que tinha 16,62 km² de área e 464 habitantes (2011), e, por isso, uma densidade populacional de 27,9 hab/km².
A Freguesia de Trigaches foi extinta em 2013, no âmbito de uma reforma administrativa nacional, tendo sido agregada à freguesia de São Brissos, para formar uma nova freguesia denominada União das Freguesias de Trigaches e São Brissos e tem a sede em Trigaches.
A aldeia de Trigaches localiza-se no extremo noroeste do Município de Beja e encontra-se a 3 km do Aeroporto de Beja, inaugurado em 2011.

## População
| 1991 | 2001 | 2011 |
| 662  | 540  | 464  |

Freguesia criada pela Lei 60/88, de 23 de Maio, com lugares da freguesia de Beringel

## Património
- Necrópole da 1ª Idade do Ferro (séculos VII a V a.C.) da Vinha das Caliças